# Cratichneumon georgius
Cratichneumon georgius är en stekelart som beskrevs av Heinrich 1971. Cratichneumon georgius ingår i släktet Cratichneumon och familjen brokparasitsteklar. Inga underarter finns listade i Catalogue of Life.